# 巴格达之战 (2003年)
巴格达之战是2003年4月上旬英美聯軍攻佔巴格达的戰役。
2003年英美發動伊拉克戰爭三周后，由美国陆军美國陸軍第3步兵師率领的联军陆上司令部部队攻入巴格达。美国于2003年4月14日宣布佔領巴格達，美國總統乔治·沃克·布什于2003年5月1日发表了勝利演说。
巴格达的经济以及民用基础设施和文化遗产因战斗以及抢劫和纵火而遭受严重破坏。在巴格達之戰期间，巴格达南部的Al-Yarmouk医院每小时新增约100名患者。 
2000多名伊拉克士兵和34名英美联军士兵在战斗中阵亡。巴格达沦陷后，英美联军于4月10日攻入基爾庫克，并于2003年4月15日攻入提克里特。